# Guangyuan
Guangyuan is een stadsprefectuur in het noorden van de zuidwestelijke provincie Sichuan, Volksrepubliek China.
Op 12 mei 2008 is de stad getroffen door een zware aardbeving.